# Ludwig Müller
Ludwig Müller (23 de junho de 1883 em Gütersloh - 31 de julho de 1945 em Berlim) foi um alemão protestante que chefiou os "cristãos alemães" (Deutsche Christen) e mais tarde tornou-se Bispo da Igreja do Reich. Müller era associado ao nazismo desde os anos de 1920. Ele apoiava o cristianismo positivo, e o revisionismo que considerava Jesus Cristo como sendo ariano e depurava o cristianismo em sua forma atual por considerá-lo "ter sido corrompido pelos judeus".

## Vida
Ludwig Müller estudou no Ginásio Evangélico de Gütersloh Stiftischen e estudou teologia em Halle an der Saale e Bona. Em 1905 até 1908 foi auxiliar de pastores em Gütersloh Lehrvikar em Röhlinghausen. Em 1908, tornou-se pároco em Rödinghausen. Em 1914, com a eclosão da Primeira Guerra Mundial foi sacerdote na Reichsmarine em Wilhelmshaven, em 1920, depois da guerra foi para Stahlhelm.
De 1926 a 1933 Müller foi Capelão e Pastor do exército do distrito da Prússia Oriental (atual Polônia). Em 1931 Müller aderiu ao partido nazista, tornando-se amigo de Adolf Hitler, foi o primeiro que permitiu ao Führer falar com o General Werner von Blomberg, quando ele comandava o distrito. Em 1932 Müller tornou-se chefe do Movimento Cristão Alemão (Deutsche Christen - DC), um grupo neo-pagão, Müller também era conselheiro de Hitler em assuntos da Igreja Protestante.
Em 1933 quando foi criada a Igreja do Reich, Müller tornou-se candidato para ser o bispo do Reich, Hitler insistia em sua eleição, porém os dirigentes da Federação das Igrejas propuseram o pastor Friedrich von Bodelschwing para o cargo, por isso, o governo nazista interveio, dissolvendo algumas organizações eclesiásticas provinciais, suspendendo diversos membros das igrejas protestantes, utilizando a S.A e a Gestapo para aterrorizar os que apoiavam Bodelschwing. Na véspera da eleição dos delegados ao sínodo que escolheria o bispo do Reich, Hitler pessoalmente ocupou o rádio para exortar à eleição os cristãos alemães. Bodelschwing retirou sua candidatura, e a eleição apresentou uma maioria de cristãos alemães que em setembro, no sínodo de Wittenberg, local escolhido por ser onde Martinho Lutero pela primeira vez desafiara a Igreja Católica, Müller foi eleito bispo do Reich. Porém não foi capaz de estabelecer uma unidade e nazificar completamente as igrejas protestantes, renunciando no final de 1935 depois que a Gestapo prendera setecentos pastores da Igreja Confessional, a opositora da Igreja do Reich. Apesar da renúncia sua influência na Igreja do Reich ainda era muito grande.
Porém o interesse de Hitler pela Igreja diminuiu em 1937, quando o partido nazista assumiu uma atitude mais agressiva contra os cristãos resistentes. Müller permaneceria empenhado no nazismo até o fim, cometendo suicídio após a derrota da Alemanha na Segunda Guerra Mundial.